# PubGene
PubGene AS es una empresa de bioinformática ubicada en Oslo, Noruega, filial de PubGene Inc.
En 2001, los fundadores de PubGene hicieron una de las primeras aplicaciones de la minería de textos a la investigación en biomedicina ( minería de textos biomédica). Continuaron con la creación del motor de búsqueda público PubGene, ejemplificando el enfoque en el  que fueron pioneros al presentar los términos biomédicos como redes gráficas basadas en su coexistencia en los textos de MEDLINE. Desde entonces, el motor de búsqueda PubGene se suspendió y se incorporó a un producto comercial. Las redes de co-ocurrencia brindan una visión general de las posibles relaciones entre términos y facilitan la recuperación de literatura médica para conjuntos relevantes de artículos implícitos en la visualización de la red. Las aplicaciones comerciales de la tecnología están disponibles.
El desarrollo original de las tecnologías PubGene se llevó a cabo en colaboración entre el Hospital Noruego del Cáncer (Radiumhospitalet) y la Universidad Noruega de Ciencia y Tecnología. El trabajo cuenta con el apoyo del Consejo de Investigación de Noruega y la comercialización asistida por Innovación Noruega.